# AC Sparta Praha „B“ 2019/2020
Tento článek se podrobně zabývá událostmi ve fotbalovém klubu AC Sparta Praha „B“ v sezoně 2019/20 a jeho působení ve 3. lize.

## Sezona
Po sezoně 2018/2019 byla zrušena Juniorská liga. Sparta na zrušení zareagovala obnovením „B“ týmu, který skončil po sezoně 2013/2014. Trenérem „B“ se stal Václav Kotal. V prvním utkání Sparta vyhrála v Domažlicích 2:1, kapitánskou pásku v utkání nesl Lukáš Vácha, který za Spartu odehrál 136 utkání. Sparta poprvé ztratila body ve 3. kole v Benešově, poprvé prohrála po penaltách v 5. kole s Karlovými Vary a jedinou porážku v první polovině sezony si Sparta připsala v 8. kole proti FC MAS Táborsko, suverénovi první části. V zimní přestávce tým došlo ke změně trenéra, Václava Kotala, který převzal áčko, ve funkci nahradil Michal Horňák.
Z důvodu šíření pandemie covidu-19 byla liga po šestnáctém kole přerušena a následně úplně zrušena bez vyhlášení mistra a postupujících.

## Soupiska
Hráči, kteří byli v průběhu sezony v zápasové nominaci
| Číslo |                   | Pozice | Hráč             |
| ----- | ----------------- | ------ | ---------------- |
|       | Česko             |        | Martin Ambler    |
|       | Izrael            | Ú      | Tal Ben ChaimA   |
|       | Česko             | B      | Adam Benada      |
|       | Česko             |        | Václav Bláha     |
|       | Česko             |        | Marian Burda     |
|       | Zimbabwe          | O      | CostaA           |
|       | Česko             | B      | Jan Čtvrtečka    |
|       | Pobřeží slonoviny |        | Youssouf Dao     |
|       | Česko             | O      | Václav Dudl1L    |
|       | Česko             | Ú      | Václav DrchalA   |
|       | Slovensko         |        | Kristián Flak    |
|       | Česko             |        | Adam Gabriel     |
|       | Česko             | Ú      | Martin GraiciarA |
|       | Česko             |        | Daniel Horák1L   |
|       | Česko             |        | Zdeněk Hucek     |
|       | Česko             |        | Lukáš Hušek      |
|       | Česko             |        | Tomáš Jonáš      |
|       | Česko             | Ú      | Lukáš JulišA     |
|       | Česko             | Z      | Adam Karabec1L   |
|       | Česko             |        | Zbyněk Konopásek |

| Číslo |                   | Pozice | Hráč                   |
| ----- | ----------------- | ------ | ---------------------- |
|       | Česko             | B      | František Kotek        |
|       | Česko             | O      | David LischkaA         |
|       | Česko             |        | Daniel Mareček         |
|       | Švédsko           | Ú      | David Moberg KarlssonA |
|       | Česko             | O      | Filip PanákA           |
|       | Česko             |        | Vojtěch Patrák1L       |
|       | Česko             |        | Milan Piško1L          |
|       | Česko             |        | Radim Prokopec         |
|       | Egypt             |        | A. M. A. Radwan        |
|       | Česko             |        | Matěj Ryneš            |
|       | Česko             |        | Tomáš Schánělec        |
|       | Česko             |        | Jakub Sláma            |
|       | Česko             |        | Matěj Sváta            |
|       | Česko             |        | Dominik Šimáček        |
|       | Ukrajina          | O      | Maksym Talovierov      |
|       | Česko             | B      | Jakub Tuma             |
|       | Srbsko            |        | Aleksandar Tasić       |
|       | Pobřeží slonoviny |        | Baba Lamine Traoré     |
|       | Česko             | Z      | Lukáš Vácha1L          |
|       | Norsko            | O      | Andreas VindheimA      |

Poznámky: A – Hráč je členem A-týmu, v B-týmu např. pro rozehrání po zranění; 1L – Hráč má na kontě prvoligový start za Spartu A. (ke konci sezony 19/20)

## Zápasy
| 1 10. srpna 2019 | TJ Jiskra Domažlice         | 1 : 2 | AC Sparta Praha „B“                    | Domažlice                                                              |  |
| 15:00 | Petr Došlý 1' Jan Matas 56' | [ 8 ] | 36' Radim Prokopec 64' Dominik Šimáček | Diváci: 1 805 Rozhodčí: Drahoslav Drábek AR: Jiří Dujsík, Martin Braun |  |
| Poznámky: AC Sparta Praha „B“: Kotek – Dudl, Gabriel (89. Burda), Horák, Juliš (92. Dao), Mareček (62. Patrák), Piško, Prokopec, Sváta, Šimáček, Vácha (C). Trenér Kotal TJ Jiskra Domažlice: Švihořík – Bauer, Brabec (74. Kraml), Došlý, Dvořák, Kadar, Kropáček, Matas, Mlynařík, Mužík (C), Uzlík (71. Teršl). Trenér Vaigl |                             |       |                                        |                                                                        |  |

| 2 18. srpna 2019 | AC Sparta Praha „B“                                                     | 4 : 1 | FK Králův Dvůr     | Strahov, Praha                                                      |  |
| 10:15 | Radim Prokopec 12' Radim Prokopec 40' Daniel Horák 64' Daniel Horák 68' | [ 9 ] | 70' Jakub Balšánek | Diváci: 350 Rozhodčí: Michal Urban AR: Ladislav Benedikt, Petr Tupý |  |
| Poznámky: AC Sparta Praha „B“: Kotek – Dudl, Lischka, Piško, Gabriel – Horák (82. Ambler), Mareček, Šimáček, Prokopec (82. Radwan), Vácha (C) (69. Patrák) – Juliš (69. Dao). Trenér Kotal FK Králův Dvůr: Krček – Blažek, Novák, Hell, Zelenka – Procházka (57. Krejdl), Kraus (46. Šebek), Balšánek (C), Beňo (73. Bouček), Osvald (66. Šolaja) – Kůžel (85. Bíba). Trenér Šilhavý |                                                                         |       |                    |                                                                     |  |

| 3 24. srpna 2019 | SK Benešov      | 0 : 0 (6:7 pen) | AC Sparta Praha „B“ | U Konopiště, Benešov                                                 |  |
| 10:15 | David Filip 90' | [ 10 ]          | 66' Adam Gabriel    | Diváci: 395 Rozhodčí: Tomáš Nejedlo AR: Milan Matějček, Lukáš Dohnal |  |
| Poznámky: AC Sparta Praha „B“: Čtvrtečka – Dudl, Gabriel, Horák (70. Dao), Juliš, Lischka (85. Talovierov), Mareček, Piško, Prokopec (61. Patrák), Šimáček (70. Radwan), Vácha (C). Trenér Kotal SK Benešov: Rotbauer – Azilinon (70. Procházka), Dufek (58. Zoubek), Engelmann, Filip, Ježdík, Lupač (64. Srb), Pedro, Vosáhlo, Vrňák, Turek (C) (84. Urban). Trenér Machač |                 |                 |                     |                                                                      |  |

| 4 1. září 2019 | AC Sparta Praha „B“                                                                                 | 6 : 1  | Sokol Hostouň                                                                                   | Strahov, Praha                                                              |  |
| 10:15 | Tal Ben Chaim 2' Tal Ben Chaim 6' Daniel Horák 11' Václav Dudl 28' Daniel Horák 40' Lukáš Juliš 50' | [ 11 ] | 24' Mykhaylo Lohoyda 53' Mykhaylo Lohoyda 62' Petr Trapp 69' Ondřej Křížka 87' Vojtěch Krupička | Diváci: 400 Rozhodčí: Vladimír Melničuk AR: Martin Hányš, Nikola Šafránková |  |
| Poznámky: AC Sparta Praha „B“: Kotek – Ben Chaim (46. Prokopec), Dudl, Horák, Juliš, Lischka, Mareček (63. Ambler), Piško (46. Talovierov), Šimáček (77. Dao), Vácha (C), Vindheim (46. Konopásek). Trenér Kotal Sokol Hostouň: Czehowsky – Dosoudil, Hájek (68. Baratynskyy), Hovorka (80. Borák), Kabele (80. Laušman), Lohoyda, Trapp, Vašák (53. Krupička), Vojtěšek (60. Křižka), Zahranychnyy. Trenér Pihávek | |        |                                                                                                 |                                                                             |  |

| 5 8. září 2019 | FC Slavia Karlovy Vary                                                                    | 1 : 1 (4:3 pen) | AC Sparta Praha „B“                       | Karlovy Vary                                                   |  |
| 10:30 | Jiří Procházka 41' Zdeněk Skala 70' Zdeněk Skala 73' Ondřej Frána 76' Zdeněk Skala 90'+1' | [ 12 ]          | 62' (pen.) Lukáš Vácha 88' Radim Prokopec | Diváci: 750 Rozhodčí: Marek Janoch AR: Martin Hányš, Jiří Kříž |  |
| Poznámky: AC Sparta Praha „B“: Čtvrtečka – Burda, Gabriel, Horák, Mareček (89. Jonáš), Patrák, Piško, Prokopec (89. Traoré), Radwan, Talovierov, Vácha (C) (67. Šimáček). Trenér Kotal FC Slavia Karlovy Vary: Chára – Deme (69. Lattisch), Hudec, Nezbeda, Pěkný (C), Procházka, Schettl, Shorný (60. Frána), Skala, Stöckner (37. Holík), Vokáč (90. Link). Trenér Žák |                                                                                           |                 |                                           |                                                                |  |

| 6 15. září 2019 | AC Sparta Praha „B“                                               | 2:0       | 1. FK Příbram „B“                    | Strahov, Praha                     |  |
| 10:15 | Daniel Horák 15' Lukáš Juliš 32' Václav Dudl 40' Adam Gabriel 87' | sparta.cz | 33' Jiří Mezera 61' Filip Stuparević | Diváci: 250 Rozhodčí: Martin Hányš |  |
| Poznámky: Sestava: Čtvrtečka – Dudl, Gabriel, Graiciar, Horák, Juliš (79. Prokopec), Karabec (85. Flak), Mareček, Piško (C), Šimáček (88. Burda), Talovierov. Trenér Kotal |                                                                   |           |                                      |                                    |  |

| 7 21. září 2019 | FK Motorlet Praha                                                       | 2:3       | AC Sparta Praha „B“                                                                             | Praha                                   |  |
| 10:15 | Jakub Vojta 3' Jakub Vojta 32' Jan Rajnoch 38' David Radosta 90' (pen.) | sparta.cz | 6' Adam Karabec 56' (pen.) Lukáš Juliš 65' Václav Dudl 80' Kristián Flak 90'+1' František Kotek | Diváci: 460 Rozhodčí: Milan Vyhnanovský |  |
| Poznámky: Sestava: Kotek – Ben Chaim (79. Flak), Dudl (85. Prokopec), Gabriel, Horák, Juliš, Karabec (87. Patrák), Mareček, Piško (C), Šimáček (72. Burda), Talovierov. Trenér Kotal |                                                                         |           |                                                                                                 |                                         |  |

| 8 29. září 2019 | AC Sparta Praha „B“               | 0:1       | FC MAS Táborsko                                                                                   | Strahov, Praha                          |  |
| 10:15 | Tal Ben Chaim 39' Václav Dudl 75' | sparta.cz | 10' Emanuel Tolno 19' Jakub Navrátil 57' Leoš Vozihnoj 75' Marek Novák 90'+2' Patrik Schramhauser | Diváci: 400 Rozhodčí: Vladimír Pastyřík |  |
| Poznámky: Sestava: Kotek – Ben Chaim (46. Horák), Dao, Dudl, Gabriel, Karabec, Karlsson (86. Burda), Mareček (79. Patrák), Piško (C), Šimáček, Talovierov. Trenér Kotal |                                   |           |                                                                                                   |                                         |  |

| 9 6. října 2019 | TJ Štěchovice                         | 0:3       | AC Sparta Praha „B“                                                                                              | Štěchovice                          |  |
| 16:00 | Lukáš Jakobovský 34' Martin Novák 77' | sparta.cz | 15' Lukáš Juliš 33' Youssouf Dao 55' David Moberg Karlsson 56' Daniel Mareček 73' Daniel Mareček 77' Václav Dudl | Diváci: 500 Rozhodčí: Olga Zadinová |  |
| Poznámky: Sestava: Kotek – Dao (65. Patrák), Dudl (77. Ambler), Horák, Juliš (85. Sláma), Karlsson (80. Prokopec), Mareček, Piško (C), Šimáček, Talovierov, Vindheim (85. Tasić). Trenér Kotal |                                       |           | |                                     |  |

| 11 20. října 2019 | AC Sparta Praha „B“ | 1:2       | FC Písek                                                                                      | Strahov, Praha                        |  |
| 10:15 | Vojtěch Patrák 83'  | sparta.cz | 12' Tomáš Valenta 63' Tomáš Valenta 75' Tomáš Ulbrich 75' Martin Voráček 88' Václav Hrachovec | Diváci: 250 Rozhodčí: Lubomír Řeháček |  |
| Poznámky: Sestava: Čtvrtečka – Costa, Dao (57. Patrák), Dudl, Gabriel, Horák (71. Flak), Mareček, Piško, Prokopec (57. Traoré), Šimáček (87. Talovierov), Vácha (C) (71. Radwan). Trenér Kotal |                     |           |                                                                                               |                                       |  |

| 12 27. října 2019 | SK Slavia Praha „B“                                                         | 1:2       | AC Sparta Praha „B“                                                                                        | Praha                                   |  |
| 10:15 | Imad Rondić 6' Alexandr Bárta 62' Martin Douděra 65' Ladislav Krobot 90'+3' | sparta.cz | 15' Matěj Pulkrab 24' Matěj Pulkrab 48' Daniel Mareček 86' Dominik Šimáček 89' Lukáš Juliš 89' Lukáš Juliš | Diváci: 1 350 Rozhodčí: Vojtěch Severýn |  |
| Poznámky: Sestava: Čtvrtečka – Costa, Dudl, Gabriel (70. Piško), Horák (90. Hucek), Juliš, Karabec (76. Patrák), Mareček (C) (90.+4. Ambler), Pulkrab (59. Dao), Šimáček, Talovierov. Trenér Kotal |                                                                             |           | |                                         |  |

| 13 3. listopadu 2019 | AC Sparta Praha „B“                                               | 3:0       | SK Rakovník                                                                        | Strahov, Praha                      |  |
| 10:15 | Adam Gabriel 8' David Moberg Karlsson 19' (pen.) Adam Karabec 35' | sparta.cz | 30' Robert Hamouz 47' Petr Tvrz 84' Jaroslav Červený 85' Jan Severin 90' Petr Tvrz | Diváci: 300 Rozhodčí: Lucie Šulcová |  |
| Poznámky: Sestava: Kotek – Ambler, Ben Chaim (46. Patrák), Costa, Gabriel, Karabec, Karlsson (78. Dudl), Piško, Šimáček (46. Hucek), Talovierov (78. Prokopec), Vácha (C) (65. Traoré). Trenér Kotal |                                                                   |           |                                                                                    |                                     |  |

| 10 6. listopadu 2019 | FC Viktoria Plzeň „B“ | 0:2       | AC Sparta Praha „B“                    | Plzeň                               |  |
| 14:00 |                       | sparta.cz | 33' Lukáš Juliš 74' (pen.) Lukáš Juliš | Diváci: 220 Rozhodčí: Petr Martínek |  |
| Poznámky: Sestava: Kotek – Dudl, Gabriel, Horák (90. Ambler), Juliš (90.+1. Burda), Karabec (79. Patrák), Karlsson, Mareček, Piško, Talovierov, Vácha (C) (65. Šimáček). Trenér Kotal |                       |           |                                        |                                     |  |

| 14 10. listopadu 2019 | FK Admira Praha                                                                                    | 1:2       | AC Sparta Praha „B“                                                   | Praha                                |  |
| 10:15 | Ondřej Vosický 7' Jiří Mošna 28' Jan Martinic 54' Jiří Mošna 57' Ondřej Herc 83' Petr Eliáš 90'+2' | sparta.cz | 16' Maksym Talovierov 29' Lukáš Juliš 54' Lukáš Juliš 90' Lukáš Juliš | Diváci: 525 Rozhodčí: Martin Nenadál |  |
| Poznámky: Sestava: Čtvrtečka – Dudl, Gabriel, Horák, Juliš, Mareček, Patrák (87. Ambler), Piško, Šimáček (77. Burda), Talovierov, Vácha (C) (90.+2. Hucek). Trenér Kotal | |           |                                                                       |                                      |  |

| 15 17. listopadu 2019 | AC Sparta Praha „B“                                                                  | 4:1       | FK Loko Vltavín | Strahov, Praha                    |  |
| 10:15 | Lukáš Juliš 6' Lukáš Vácha 14' Lukáš Juliš 56' Daniel Mareček 75' Daniel Mareček 86' | sparta.cz | 41' Dan Šafařík | Diváci: 350 Rozhodčí: Tomáš Švagr |  |
| Poznámky: Sestava: Čtvrtečka – Ambler, Bláha (88. Tasić), Horák, Juliš (88. Schánělec), Mareček, Piško, Prokopec (69. Sláma), Šimáček, Talovierov (65. Burda), Vácha (C) (80. Hucek). Trenér Kotal |                                                                                      |           |                 |                                   |  |

| 16 8. března 2020 | AC Sparta Praha „B“                                                                       | 3:1       | TJ Jiskra Domažlice                                            | Strahov, Praha                     |  |
| 10:15 | Adam Karabec 8' Lukáš Vácha 60' Youssouf Dao 63' Filip Panák 70' Václav Drchal 73' (pen.) | sparta.cz | 38' Petr Mužík 54' David Brabec 61' Jan Matas 70' Martin Hrubý | Diváci: 400 Rozhodčí: Josef Krejsa |  |
| Poznámky: Sestava: Čtvrtečka – Ambler (86. Ryneš), Drchal, Gabriel, Horák, Hušek (46. Dao), Karabec, Panák, Patrák (8. Flak), Piško, Vácha (C). Trenér Horňák |                                                                                           |           |                                                                |                                    |  |

### Tabulka
| Poř. | Tým                   | Z  | V  | VP | PP | P | VG | OG | B  |
| ---- | --------------------- | -- | -- | -- | -- | - | -- | -- | -- |
| 1.   | FC MAS Táborsko       | 16 | 12 | 2  | 1  | 1 | 45 | 13 | 41 |
| 2.   | AC Sparta Praha „B“   | 16 | 12 | 1  | 1  | 2 | 38 | 13 | 39 |
| 3.   | FC Písek              | 16 | 9  | 2  | 1  | 4 | 26 | 15 | 32 |
| 4.   | FC Viktoria Plzeň „B“ | 16 | 9  | 0  | 4  | 3 | 26 | 16 | 31 |
| 5.   | FK Králův Dvůr        | 15 | 8  | 1  | 2  | 4 | 26 | 20 | 28 |

## Statistiky

### Odehrané zápasy
| #  | Hráči                                                                                     |
| -- | ----------------------------------------------------------------------------------------- |
| 16 | Piško                                                                                     |
| 15 | Horák, Šimáček                                                                            |
| 14 | Mareček                                                                                   |
| 13 | Dudl, Gabriel, Patrák, Talovierov                                                         |
| 11 | Juliš, Prokopec, Vácha                                                                    |
| 9  | Ambler, Dao                                                                               |
| 8  | Burda, Čtvrtečka, Kotek                                                                   |
| 7  | Karabec                                                                                   |
| 4  | Ben Chaim, Flak, Hucek, Moberg Karlsson, Radwan                                           |
| 3  | Costa, Lischka, Traoré                                                                    |
| 2  | Sláma, Tasić, Vindheim                                                                    |
| 1  | Bláha, Drchal, Hušek, Graiciar, Jonáš, Konopásek, Panák, Pulkrab, Ryneš, Schánělec, Sváta |

### Góly
| Gól | Hráč                  |
| --- | --------------------- |
| 11  | Lukáš Juliš           |
| 5   | Daniel Horák          |
| 3   | Adam Karabec          |
| 3   | Daniel Mareček        |
| 3   | Radim Prokopec        |
| 2   | Tal Ben Chaim         |
| 2   | David Moberg Karlsson |
| 1   | Youssouf Dao          |
| 1   | Václav Dudl           |
| 1   | Václav Drchal         |
| 1   | Kristián Flak         |
| 1   | Adam Gabriel          |
| 1   | Vojtěch Patrák        |
| 1   | Matěj Pulkrab         |
| 1   | Dominik Šimáček       |
| 1   | Lukáš Vácha           |

### Žluté karty
|   | Hráč              |
| - | ----------------- |
| 4 | Václav Dudl       |
| 2 | Adam Gabriel      |
| 2 | Lukáš Juliš       |
| 2 | Daniel Mareček    |
| 2 | Lukáš Vácha       |
| 1 | Tal Ben Chaim     |
| 1 | Youssouf Dao      |
| 1 | František Kotek   |
| 1 | Filip Panák       |
| 1 | Radim Prokopec    |
| 1 | Matěj Pulkrab     |
| 1 | Dominik Šimáček   |
| 1 | Maksym Talovierov |

## Tipsport liga
Sparta se po 21 letech zúčastnila zimní Tipsport ligy. Tým byl složen z hráčů „B“ týmu, celek vedl Václav Kotal. Sparta odehrála skupinu B pořádanou v Mladé Boleslavi. Sparta se po třech remízách umístila na 2. místě skupiny, v celkovém pořadí skončila jedenáctá.

### Zápasy
| 1 8. ledna 2020 | AC Sparta Praha „B“ | 1:1       | FK Varnsdorf                                | Mladá Boleslav  |  |
| 10:30 | Lukáš Vácha 15'     | sparta.cz | 14' Pavlo Rudnytskyj 90' (pen.) David Breda | Rozhodčí: Musil |  |
| Poznámky: Sestava: 1. poločas: Kotek – Gabriel, Piško, Burda, Horák, Vácha, Hucek, Šimáček, Ambler, Patrák, Dao; 2. poločas: Benada – Tasić, Vitík, Hušek, Šnajdr, Sláma, Pudhorocký, Traoré, Mustedanagić, Flak, Prokopec |                     |           |                                             |                 |  |

| 2 12. ledna 2020 | AC Sparta Praha „B“                                  | 1:1       | FK Mladá Boleslav                     | Mladá Boleslav   |  |
| 13:00 | Vojtěch Patrák 27' Vadim Červak 73' Adam Gabriel 90' | sparta.cz | 69' Aleksei Tataev 70' Aleksei Tataev | Rozhodčí: Cihlář |  |
| Poznámky: Sestava: 1. poločas: Kotek – Gabriel, Piško, Hušek, Horák, Šimáček, Hucek, Vácha, Patrák, Flak, Dao; 2. poločas: Benada – Gabriel, Burda, Červak, Horák (60. Sláma), Prokopec, Hucek, Šimáček, Flak, Šnajdr, Dao (60. Traoré) |                                                      |           |                                       |                  |  |

| 3 21. ledna 2020 | AC Sparta Praha „B“                        | 0:0       | FC Hradec Králové                                                 | Mladá Boleslav               |  |
| 10:30 | Baba Lamine Traoré 53' Marian Burda 90'+1' | sparta.cz | 52' Michael Leibl 57' Jan Král 85' František Čech 90' Jakub Kosař | Diváci: 144 Rozhodčí: Rejžek |  |
| Poznámky: Sestava: Kotek (60. Benada) – Burda, Piško (74. Ambler), Hušek, Gabriel, Červak (46. Traoré), Patrák (46. Sláma), Flak, Horák, Dao (74. Radwan), Prokopec (46. Šnajdr) |                                            |           |                                                                   |                              |  |

### Tabulka

#### Skupina B
| Poř. | Tým                 | Z | V | R | P | VG | OG | B |
| ---- | ------------------- | - | - | - | - | -- | -- | - |
| 1.   | FK Mladá Boleslav   | 3 | 2 | 1 | 0 | 5  | 2  | 7 |
| 2.   | AC Sparta Praha „B“ | 3 | 0 | 3 | 0 | 2  | 2  | 3 |
| 3.   | FC Hradec Králové   | 3 | 0 | 2 | 1 | 1  | 2  | 2 |
| 4.   | FK Varnsdorf        | 3 | 0 | 2 | 1 | 3  | 5  | 2 |

#### Celková tabulka
| Poř. | Tým                         | Z | V | R | P | VG | OG | B |
| ---- | --------------------------- | - | - | - | - | -- | -- | - |
| 9.   | FK Pohronie                 | 3 | 1 | 1 | 1 | 4  | 5  | 4 |
| 10.  | FK Dukla Praha              | 3 | 1 | 0 | 2 | 9  | 5  | 3 |
| 11.  | AC Sparta Praha „B“         | 3 | 0 | 3 | 0 | 2  | 2  | 3 |
| 12.  | FC DAC 1904 Dunajská Streda | 3 | 1 | 0 | 2 | 2  | 7  | 3 |
| 13.  | 1. FK Příbram               | 3 | 1 | 0 | 2 | 3  | 11 | 3 |

## Přátelská utkání
| 3. července 2019 | AC Sparta Praha „B“ | 0 : 2 | FC Sellier & Bellot Vlašim | Kácov |  |  |
|                  |                     |       |                            |       |  |  |
|                  |                     |       |                            |       |  |  |

| 6. července 2019 | AC Sparta Praha „B“ | 2 : 3 | FC Hradec Králové | Opatovice nad Labem |  |  |
|                  |                     |       |                   |                     |  |  |
|                  |                     |       |                   |                     |  |  |

| 10. července 2019 | AC Sparta Praha „B“ | 0 : 4 | MFK Ružomberok „B“ | Bešeňová |  |  |
|                   |                     |       |                    |          |  |  |
|                   |                     |       |                    |          |  |  |

| 12. července 2019 | AC Sparta Praha „B“ | 3 : 0 | Arsenal U23 | NTC Poprad, Poprad |  |  |
|                   |                     |       |             |                    |  |  |
|                   |                     |       |             |                    |  |  |

| 17. července 2019 | AC Sparta Praha „B“ | 3 : 0 | FK Olešník | Písek |  |  |
|                   |                     |       |            |       |  |  |
|                   |                     |       |            |       |  |  |

| 20. července 2019 | AC Sparta Praha „B“ | 2 : 0 | FC Písek | Písek |  |  |
|                   |                     |       |          |       |  |  |
|                   |                     |       |          |       |  |  |

| 27. července 2019 | AC Sparta Praha „B“ | 1 : 2 | SK Benešov | Úročnice |  |  |
|                   |                     |       |            |          |  |  |
|                   |                     |       |            |          |  |  |

| 31. července 2019 | AC Sparta Praha „B“ | 6 : 1 | FC Slavoj Vyšehrad „B“ | Strahov, Praha |  |  |
|                   |                     |       |                        |                |  |  |
|                   |                     |       |                        |                |  |  |

| 3. srpna 2019 | AC Sparta Praha „B“ | 3 : 3 | FC Slovan Liberec „B“ | Strahov, Praha |  |  |
|               |                     |       |                       |                |  |  |
|               |                     |       |                       |                |  |  |

| 6. srpna 2019 | AC Sparta Praha „B“ | 0 : 3 | FC Bayern Mnichov II | FC Bayern Campus, Mnichov |  |  |
|               |                     |       |                      |                           |  |  |
|               |                     |       |                      |                           |  |  |

| 29. ledna 2020 | AC Sparta Praha „B“ | 1 : 0 | FK Přepeře | Strahov, Praha |  |  |
|                |                     |       |            |                |  |  |
|                |                     |       |            |                |  |  |

| 1. února 2020 | AC Sparta Praha „B“ | 5 : 0 | FC Chomutov | Strahov, Praha |  |  |
|               |                     |       |             |                |  |  |
|               |                     |       |             |                |  |  |

| 7. února 2020 | AC Sparta Praha „B“ | 0 : 2 | FC Liefering | Salcburk |  |  |
|               |                     |       |              |          |  |  |
|               |                     |       |              |          |  |  |

| 15. února 2020 | AC Sparta Praha „B“ | 3 : 2 | FK Jablonec „B“ | Jablonec nad Nisou |  |  |
|                |                     |       |                 |                    |  |  |
|                |                     |       |                 |                    |  |  |

| 19. února 2020 | AC Sparta Praha „B“ | 0 : 3 | FC Vysočina Jihlava |  |  |  |
|                |                     |       |                     |  |  |  |
|                |                     |       |                     |  |  |  |

| 29. února 2020 | AC Sparta Praha „B“ | 4 : 0 | FC Slovan Liberec „B“ |  |  |  |
|                |                     |       |                       |  |  |  |
|                |                     |       |                       |  |  |  |